# Australië op de Olympische Winterspelen 1960
Tijdens de Olympische Winterspelen van 1960, die in Squaw Valley (Verenigde Staten) werden gehouden, nam Australië voor de vierde keer deel.

## Deelnemers en resultaten

### Alpineskiën
| Olympiër        | Discipline       | Resultaat | Prestatie                                          |
| --------------- | ---------------- | --------- | -------------------------------------------------- |
| Peter Brockhoff | afdaling (m)     | 57e       | 2.39,7 (+33,7)                                     |
| Peter Brockhoff | reuzenslalom (m) | DSQ       | gediskwalificeerd                                  |
| Peter Brockhoff | slalom (m)       | 30e       | run 1: 1.27,3 run 2: 1.24,4 totaal: 2.51,7 (+42,8) |
| Bill Day        | afdaling (m)     | 52e       | 2.30,5 (+24,5)                                     |
| Bill Day        | reuzenslalom (m) | 41e       | 2.12,2 (+23,9)                                     |
| Bill Day        | slalom (m)       | DSQ       | gediskwalificeerd                                  |
|                 |                  |           |                                                    |
| Christine Davy  | afdaling (v)     | 27e       | 1.50,6 (+13,0)                                     |
| Christine Davy  | reuzenslalom (v) | 32e       | 1.50,7 (+10,8)                                     |
| Christine Davy  | slalom (v)       | 29e       | run 1: 1.13,1 run 2: 1.04,1 totaal: 2.17,2 (+27,6) |

### Kunstrijden
| Olympiër                      | Discipline | Resultaat | Prestatie                         |
| ----------------------------- | ---------- | --------- | --------------------------------- |
| Tim Spencer                   | mannen     | 17e       | pc. 142,0; score: 1171,200 punten |
| Bill Cherrell                 | mannen     | 18e       | pc. 162,0; score: 1042,300 punten |
| Aileen Shaw                   | vrouwen    | 25e       | pc. 221,0; score: 965,700 punten  |
| Mary Wilson                   | vrouwen    | 26e       | pc. 232,0; score: 890,200 punten  |
| Jacqueline Mason Mervyn Bower | paarrijden | 12e       | pc. 83,0; score: 63,700 punten    |

### Langlaufen
| Olympiër        | Discipline | Resultaat | Prestatie            |
| --------------- | ---------- | --------- | -------------------- |
| Richard Walpole | 15 km (m)  | 51e       | 1:06.48,3 (+14.52,8) |

### Noordse combinatie
| Olympiër   | Discipline | Resultaat | Prestatie                                                         |
| ---------- | ---------- | --------- | ----------------------------------------------------------------- |
| Hal Nerdal | mannen     | 31e       | schans: 138,0 punten 15 km: 194,387 punten totaal: 332,387 punten |

### Schaatsen
| Olympiër     | Discipline | Resultaat | Prestatie      |
| ------------ | ---------- | --------- | -------------- |
| Colin Hickey | 500 m (m)  | 13e       | 41,3 (+1,1)    |
| Colin Hickey | 1500 m (m) | 14e       | 2.16,1 (+5,7)  |
| Roy Tutty    | 500 m (m)  | 35e       | 43,5 (+3,3)    |
| Roy Tutty    | 1500 m (m) | 37e       | 2.23,8 (+13,4) |

### IJshockey
| Olympiër | Discipline | Resultaat | Prestatie |
| --- | ---------- | --------- | --- |
| Robert Reid Noel McLoughlin Basil Hansen Ken Wellman John Nicholas Vic Ekberg Russell Jones Ivo Veseley John Thomas Clive Hitch Noel Derrick David Cunningham Peter Parrott Ben Acton Ken Pawley Ron Amess Steve Tikal | mannen     | 9e        | voorronde groep C: 1 - 18 Australië - Tsjecho-Slowakije 1 - 12 Australië - Verenigde Staten plaatsingsronde 7e t/m 9e plaats: 1 - 14 Australië - Finland 2 - 13 Australië - Japan 2 - 19 Australië - Finland 3 - 11 Australië - Japan |

Argentinië · Australië · Bulgarije · Canada · Chili · Denemarken · Duits eenheidsteam · Finland · Frankrijk · Groot-Brittannië · Hongarije · IJsland · Italië · Japan · Libanon · Liechtenstein · Nederland · Nieuw-Zeeland · Noorwegen · Oostenrijk · Polen · Sovjet-Unie · Spanje · Tsjecho-Slowakije · Turkije · Verenigde Staten · Zuid-Afrika · Zuid-Korea · Zweden · Zwitserland